# 北田卓史
北田 卓史（きただ たくし 1921年1月12日 - 1992年8月24日）は、日本のイラストレーター。本名、北田孝幸。

## 来歴・人物
東京都に生まれ、東京工業専修学校機械科（今の東京工業大学附属科学技術高等学校）卒業。
児童文学の挿絵を多数描いた。マジックのような単一な線、四角い眼、無機質な表情、大人を描いても手足が短い子供のような頭身などが特徴。
乗り物をテーマにした作品が多い。中でもタクシーが好きで、代表作の一つ「車のいろは空のいろシリーズ」もタクシーの話。卓史は本名でなく、タクシーから命名したとされる。イラスト右下の署名は「TAXI」。
児童美術科連盟会員。1958年と1959年に日本童画会賞、1962年に小学館絵画賞佳作賞を受賞。1992年、食道癌のため死去。
好きな事はオムレツとチャーハンを作る事、嫌いな事は掃除と片付け。

## 主な作品

### 大石真作品
大石真とのコンビによる作品が多いため、ここでは分けて紹介する。
- もりたろうさんシリーズ（ポプラ社）
  - もりたろうさんのじどうしゃ
  - もりたろうさんのひこうき
  - もりたろうさんのせんすいかん
- さとるのじてんしゃ（小峰書店）
- ぞうくんのぶらんこ（小峰書店）
- チョコレート戦争（理論社）
- トムとチムといぬのロボット（ひくまの出版）
- ながぐつのごめんね（童心社）
- まいごのロボット

### その他
- 車のいろは空のいろシリーズ（あまんきみこ、ポプラ社）
  - 車のいろは空のいろ 星のタクシー
  - 車のいろは空のいろ 白いぼうし
  - 車のいろは空のいろ 春のお客さん
- 大あたり アイスクリームの国へごしょうたい（立花えりか、旺文社）
- かいぞくふとっちょジェイク（山元護久、チャイルド本社）
- くじらの くー（小林純一、童心社）
- こんやはおつきみ（谷真介、金の星社）
- ちいさいちいさいひこうき（佐藤義美、チャイルド本社）
- ちいさくなったおとうさん（矢崎節夫、至光社）
- 注文の多い料理店（宮沢賢治、脚本:堀尾青史、童心社、宮沢賢治記念館にて映像形式で上映）
- チョコレートカステラだいじけん（かこさとし、童心社）
- つなひきライオン（まど・みちお、チャイルド本社）
- 寺村輝夫童話全集15 ふしぎの時間（寺村輝夫、ポプラ社）
- なまえがふたつ（藤田よし子、ひかりのくに）[2]
- へんしんじどうしゃ　えんこくん（杉山径一、小峰書店）
- ぼくねじだいすき（武市八十雄、至光社）
- ぽっぽぉーよぎしゃ（矢崎節夫、至光社）
- ママのおはなし
- 山ねこおことわり（あまんきみこ、ポプラ社）
- ゆめの中でピストル（寺村輝夫、PHP研究所）
- わたしはおしゃれなぼうしやさん（山下夕美子、教育画劇）

### 単独書籍以外
- いたずらあっちゃん（「月刊ことり」掲載作品）
- チョコレートかすてらだいじけん（かこさとし、童心社、紙芝居）
- マイティーチャー（英語教材のシート挿絵を担当）
- 吉祥寺の絵本屋「トムズボックス」からは、絵本・童話の挿絵のピンバッジを発売しており、北田のピンバッジも発売されている。